# 弓弦出
弓弦出（1982年—，另譯弓弦逸鶴）是日本的腳本家、小說家（輕小說作家）。富山縣出身。現住於茨城縣筑波市。過去在Alice Soft負責成人遊戲的製作。2007年退出Alice Soft，轉而成為輕小說家，2009年於MF文庫J刊載「IS〈Infinite Stratos〉」商業性作品。2012年6月宣布跳槽到講談社。

## 作品一覧

### 遊戲
去除非公開名義的部分。
- ももいろガーディアン （Alice Soft、企畫・設定原案）

### 小說
- IS〈Infinite Stratos〉 （MF文庫J→OVERLAP文庫刊、插畫：okiura→CHOCO）
- 放課後バトルフィールド（講談社輕小說文庫刊、插畫：美和美和）

### 原作
- らのべのへん! （連載漫畫作品・作畫：山木鈴、月刊Comic Alive2010年10月號 - 2011年8月號）

## 爭議

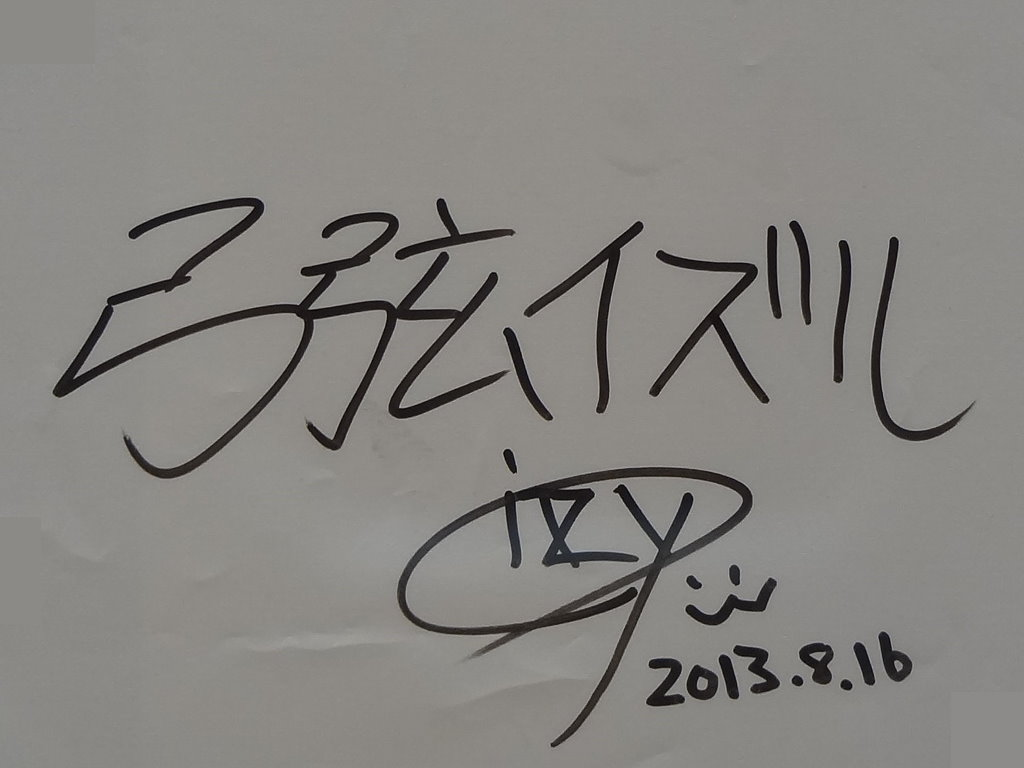
第14屆漫畫博覽會的弓弦出簽名

《IS〈Infinite Stratos〉》成名後，弓弦出與讀者及Media Factory產生不快：
- 收到版稅後才發現尖端出版即將發行《IS》的台灣中文版，認為Media Factory擅自授權，要求無限期停止中文版販售直到正式道歉。雖負責人已以電話、電子郵件道歉，但認為對方用語與態度無誠意，仍不滿意。[3]但仍於2013年8月16日應尖端出版邀請在第14屆漫畫博覽會舉辦台灣首場簽名會，並現場接受媒體聯訪，透露未來將設定以台灣為形象的《IS》女性角色[4]。
- 被邀請到《IS》同人會場，臨時變成簽名會。相對於有些讀者很有誠意地從附近便利商店購買素描簿來要簽名，有些則拿手邊的場刊等物品就來要簽名。此後表明拒絕為免費物品簽名。[5]
- 在Twitter上被疑似免洗帳號的推文諷刺：放著《IS》第8卷及Blu-ray特典小說不管，跑去旅行[6]。看到此推文後，直接回嗆對方是「垃圾」（ゴミ）[7]。
- 與Media Factory關係出現異常：在2011年輕小說銷量排行前20名內的《IS》，同年4月8日發售第7卷後沒有續集，翌年停止出書。2012年的MF文庫J10週年紀念，也無視其存在[8]。

- 2012年6月16日，宣布跳槽到講談社[9]，與新作並行執筆《IS》[10]。

- 2013年1月17日，在Twitter上發表「AmazonJP的評論都是屎」與「哪個腦子裡裝糞的人能想出『讓高中生玩工口遊戲』這種爛設定啊」等推文，後者被認為明顯攻擊角川集團旗下的《我的妹妹哪有這麼可愛！》與《我的朋友很少》[11]。

- 2014年1月23日，在博客上發布一段类似發洩情緒的言论：“你们这帮家伙根本就小看我了呢。算了，反正能够取代我的人要多少有多少。既然你们这么想，那就随便你们吧。反正怎么想是你们的自由。笨——蛋！！！！！”（完全になめられてるってやつですかね。まあ僕の代わりはいくらでもいるので、そう思うならそうなんだろ。「おまえの中ではな」 バーーーーーーーカ！！！！！）[12]原文現已刪除。

## 腳註
1. ↑  本人的部落格過去曾明確表示未公開筆名（最終稿提出! 和其他東西 的存檔，存档日期2012-06-25.）。之後以弓弦的名義參與了「ももいろガーディアン」遊戲的企畫、原案設定。
2. ↑  而且據小說第一集後記表示，他的妻子相當支持他。
3. ↑  . . 2010-03-01  [2012-02-28]. （原始内容存档于2012-02-03） （日语）.
4. ↑  Jerry. . 巴哈姆特電玩資訊站. 2013-08-16  [2014-07-05]. （原始内容存档于2014-07-14） （中文（臺灣））.
5. ↑  . . 2011-04-10  [2012-02-28]. （原始内容存档于2011-12-24） （日语）.
6. ↑  @licia4a（AOJIRU）. . Twitter. 2011-08-31  [2012-02-28]. （原始内容存档于2016-11-03） （日语）.
7. ↑  @Izuru_Yumizuru. . Twitter. 2011-09-01  [2012-02-28]. （原始内容存档于2016-11-03） （日语）.
8. ↑  . MF文庫J.   [2012-02-28]. （原始内容存档于2012-02-24） （日语）.
9. ↑  @Izuru_Yumizuru. . Twitter. 2012-06-17  [2012-06-17]. （原始内容存档于2014-03-04） （日语）.
10. ↑  @Izuru_Yumizuru. . Twitter. 2012-06-17  [2012-06-17]. （原始内容存档于2014-03-04） （日语）.
11. ↑   . 178動漫頻道. 2013-01-18  [2013-01-18]. （原始内容存档于2013-01-21） （中文）.
12. ↑  . 腾讯动漫. 2014-01-24  [2014-07-05]. （原始内容存档于2016-11-30） （中文）.

## 外部連結
- http://izurism.blog25.fc2.com/ （页面存档备份，存于）（本人的部落格）
- 弓弦出的X（前Twitter）